# Многовид Бріскорна
Многовид Бріскорна — перетин одиничної сфери з комплексною гіперповерхнею
{\displaystyle z_{1}^{k_{1}}+\ldots +z_{n}^{k_{n}}=0}
Є многовидом розмірності {\displaystyle 2\cdot n-1}.
Звичайно позначається {\displaystyle W^{2\cdot n-1}(k_{1},\dots ,k_{n})}.

## Властивості
- Многовиди {\displaystyle W^{7}(3,6\cdot r-2,2,2)} гомеоморфні стандартній сфері.
  - Більш того, при {\displaystyle r=\{1,\dots ,28\}} вони дають всі 28 різних гладких структур на орієнтованій сфері.